# Natação no Campeonato Europeu de Esportes Aquáticos de 2018 - 50 m peito masculino
A prova dos 50 metros peito masculino da natação no Campeonato Europeu de Esportes Aquáticos de 2018 ocorreu nos dias 7 e 8 de agosto no Tollcross International Swimming Centre, em Glasgow no Reino Unido. 

## Calendário
| Fase          | Data        | Hora  |
| ------------- | ----------- | ----- |
| Eliminatórias | 7 de agosto | 09:14 |
| Semifinal     | 7 de agosto | 17:18 |
| Final         | 8 de agosto | 18:48 |

Todos os horários estão no horário local (UTC+0)

## Recordes
Antes desta competição, os recordes eram os seguintes:
|                       | Nadador    | Tempo | Local     | Data                 |
| --------------------- | ---------- | ----- | --------- | -------------------- |
| Recorde mundial       | Adam Peaty | 25.95 | Budapeste | 25 de julho de 2017  |
| Recorde europeu       | Adam Peaty | 25.95 | Budapeste | 25 de julho de 2017  |
| Recorde do campeonato | Adam Peaty | 26.62 | Berlim    | 22 de agosto de 2014 |

Os seguintes novos recordes foram estabelecidos durante esta competição. 
| Data        | Prova         | Nadador    | Nacionalidade | Tempo | Recordes              |
| ----------- | ------------- | ---------- | ------------- | ----- | --------------------- |
| 7 de agosto | Eliminatórias | Adam Peaty | Reino Unido   | 26.50 | Recorde do campeonato |
| 7 de agosto | Semifinal     | Adam Peaty | Reino Unido   | 26.23 | Recorde do campeonato |
| 8 de agosto | Final         | Adam Peaty | Reino Unido   | 26.09 | Recorde do campeonato |

## Medalhistas
| Ouro             | Prata                | Bronze                   |
| Adam Peaty (GBR) | Fabio Scozzoli (ITA) | Peter John Stevens (SLO) |

## Resultados

### Eliminatórias
Esses foram os resultados das eliminatórias. 
| Pos. | Bateria | Raia | Nadador                 | Nacionalidade | Tempo | Notas |
| ---- | ------- | ---- | ----------------------- | ------------- | ----- | ----- |
| 1    | 6       | 4    | Adam Peaty              | Reino Unido   | 26.50 | Q,    |
| 2    | 5       | 4    | Fabio Scozzoli          | Itália        | 27.04 | Q     |
| 3    | 6       | 5    | Ilya Shymanovich        | Bielorrússia  | 27.09 | Q     |
| 4    | 6       | 3    | Čaba Silađi             | Sérvia        | 27.12 | Q     |
| 5    | 5       | 5    | Ties Elzerman           | Países Baixos | 27.16 | Q     |
| 6    | 5       | 3    | Alessandro Pinzuti      | Itália        | 27.17 | Q     |
| 7    | 4       | 4    | Kirill Prigoda          | Rússia        | 27.21 | Q     |
| 7    | 6       | 6    | Peter John Stevens      | Eslovênia     | 27.21 | Q     |
| 9    | 3       | 3    | Ross Murdoch            | Reino Unido   | 27.27 | Q     |
| 9    | 4       | 5    | Johannes Skagius        | Suécia        | 27.27 | Q     |
| 11   | 4       | 2    | James Wilby             | Reino Unido   | 27.44 |       |
| 12   | 6       | 2    | Fabian Schwingenschlögl | Alemanha      | 27.49 | Q     |
| 13   | 6       | 1    | Nikola Obrovac          | Croácia       | 27.62 | Q     |
| 14   | 5       | 7    | Darragh Greene          | Irlanda       | 27.66 | Q     |
| 14   | 4       | 0    | Bernhard Reitshammer    | Áustria       | 27.66 | Q     |
| 16   | 4       | 6    | Arno Kamminga           | Países Baixos | 27.71 | Q     |
| 17   | 6       | 8    | Ioannis Karpouzlis      | Grécia        | 27.74 | Q     |
| 18   | 6       | 7    | Emre Sakçı              | Turquia       | 27.76 |       |
| 19   | 5       | 6    | Giedrius Titenis        | Lituânia      | 27.78 |       |
| 20   | 5       | 2    | Ilya Khomenko           | Rússia        | 27.79 |       |
| 21   | 6       | 9    | Tobias Bjerg            | Dinamarca     | 27.84 |       |
| 22   | 5       | 9    | Andrius Šidlauskas      | Lituânia      | 27.85 |       |
| 23   | 5       | 8    | Marek Botík             | Eslováquia    | 27.89 |       |
| 23   | 4       | 3    | Oleg Kostin             | Rússia        | 27.89 |       |
| 25   | 6       | 0    | Luca Pizzini            | Itália        | 27.93 |       |
| 26   | 4       | 9    | Tomáš Klobučník         | Eslováquia    | 28.03 |       |
| 27   | 4       | 7    | Alex Murphy             | Irlanda       | 28.09 |       |
| 27   | 3       | 6    | Christopher Rothbauer   | Áustria       | 28.09 |       |
| 29   | 3       | 4    | Yannick Käser           | Suíça         | 28.28 |       |
| 30   | 3       | 5    | William Wihanto         | Finlândia     | 28.30 |       |
| 31   | 3       | 8    | Valentin Bayer          | Áustria       | 28.33 |       |
| 32   | 5       | 0    | Lachezar Shumkov        | Bulgária      | 28.40 |       |
| 33   | 2       | 5    | Bartłomiej Roguski      | Polónia       | 28.43 |       |
| 34   | 5       | 1    | Itay Goldfaden          | Israel        | 28.47 |       |
| 35   | 2       | 6    | Mikhail Dorinov         | Rússia        | 28.51 |       |
| 36   | 3       | 2    | Martin Allikvee         | Estónia       | 28.54 |       |
| 36   | 1       | 5    | Ivan Strilets           | Ucrânia       | 28.54 |       |
| 38   | 1       | 4    | Mykyta Kopytelov        | Ucrânia       | 28.65 |       |
| 39   | 3       | 7    | Demir Atasoy            | Turquia       | 28.69 |       |
| 40   | 4       | 8    | Ari-Pekka Liukkonen     | Finlândia     | 28.71 |       |
| 41   | 3       | 0    | Filipp Provorkov        | Estónia       | 28.77 |       |
| 42   | 2       | 4    | Berkay Öğretir          | Turquia       | 28.90 |       |
| 43   | 2       | 3    | Teemu Vuorela           | Finlândia     | 28.93 |       |
| 44   | 2       | 2    | Jozef Beňo              | Eslováquia    | 28.95 |       |
| 45   | 2       | 7    | Daniils Bobrovs         | Letônia       | 28.99 |       |
| 46   | 3       | 1    | Dávid Horváth           | Hungria       | 29.03 |       |
| 47   | 1       | 6    | Andri Aedma             | Estónia       | 29.34 |       |
| 48   | 2       | 8    | Johannes Dietrich       | Áustria       | 29.49 |       |
| 49   | 2       | 0    | Lyubomir Epitropov      | Bulgária      | 29.63 |       |
| 50   | 2       | 1    | Oktaycan Emirbayer      | Turquia       | 29.72 |       |
| 51   | 3       | 9    | Oleksandr Karpenko      | Ucrânia       | 29.79 |       |
| 52   | 1       | 3    | Michael Stafrace        | Malta         | 30.03 |       |
| 53   | 1       | 2    | Deni Baholli            | Albânia       | 31.43 |       |
| 54   | 2       | 9    | Jacques Laeuffer        | Suíça         | DNS   | DNS   |
| 54   | 4       | 1    | Marcin Stolarski        | Polónia       | DNS   | DNS   |

### Semifinal
Esses foram os resultados das semifinais. 
Semifinal 1
| Pos. | Raia | Nadador            | Nacionalidade | Tempo | Notas |
| ---- | ---- | ------------------ | ------------- | ----- | ----- |
| 1    | 4    | Fabio Scozzoli     | Itália        | 26.80 | Q     |
| 2    | 5    | Čaba Silađi        | Sérvia        | 26.99 | Q,    |
| 3    | 6    | Kirill Prigoda     | Rússia        | 27.17 | Q     |
| 4    | 3    | Alessandro Pinzuti | Itália        | 27.32 |       |
| 5    | 2    | Johannes Skagius   | Suécia        | 27.39 |       |
| 6    | 1    | Darragh Greene     | Irlanda       | 27.44 |       |
| 7    | 7    | Nikola Obrovac     | Croácia       | 27.75 |       |
| 8    | 8    | Ioannis Karpouzlis | Grécia        | 27.97 |       |

Semifinal 2
| Pos. | Raia | Nadador                 | Nacionalidade | Tempo | Notas |
| ---- | ---- | ----------------------- | ------------- | ----- | ----- |
| 1    | 4    | Adam Peaty              | Reino Unido   | 26.23 | Q,    |
| 2    | 6    | Peter John Stevens      | Eslovênia     | 27.08 | Q     |
| 3    | 5    | Ilya Shymanovich        | Bielorrússia  | 27.09 | Q     |
| 4    | 3    | Ties Elzerman           | Países Baixos | 27.15 | Q     |
| 5    | 7    | Fabian Schwingenschlögl | Alemanha      | 27.16 | Q     |
| 6    | 2    | Ross Murdoch            | Reino Unido   | 27.39 |       |
| 7    | 1    | Bernhard Reitshammer    | Áustria       | 27.47 |       |
| 8    | 8    | Arno Kamminga           | Países Baixos | 27.72 |       |

### Final
Esse foi o resultado da final. 
| Pos.              | Raia | Nadador                 | Nacionalidade | Tempo | Notas                 |
| ----------------- | ---- | ----------------------- | ------------- | ----- | --------------------- |
| Medalha de ouro   | 4    | Adam Peaty              | Reino Unido   | 26.09 | Recorde do campeonato |
| Medalha de prata  | 5    | Fabio Scozzoli          | Itália        | 26.79 |                       |
| Medalha de bronze | 6    | Peter John Stevens      | Eslovênia     | 27.06 |                       |
| 4                 | 8    | Kirill Prigoda          | Rússia        | 27.18 |                       |
| 5                 | 3    | Čaba Silađi             | Sérvia        | 27.20 |                       |
| 6                 | 7    | Ties Elzerman           | Países Baixos | 27.24 |                       |
| 7                 | 1    | Fabian Schwingenschlögl | Alemanha      | 27.29 |                       |
| 8                 | 2    | Ilya Shymanovich        | Bielorrússia  | 27.32 |                       |

Legenda
| Recorde mundial       | Recorde mundial (World record)               |                       | Recorde africano                      | Recorde africano (African) |                                           | Q | Classificado por posição (Qualified) |
| Recorde do campeonato | Recorde do campeonato (Championship record)  | Recorde da América    | Recorde da América (Americas)         | q                          | Classificado por melhor tempo (Qualified) |   |                                      |
| Melhor marca do ano   | Melhor marca do ano (World leading)          | Recorde asiático      | Recorde asiático (Asian)              | DNS                        | Não largou (Did not start)                |   |                                      |
| Recorde nacional      | Recorde nacional (National record)           | Recorde europeu       | Recorde europeu (European)            | DNF                        | Não terminou (Did not finish)             |   |                                      |
| Recorde pessoal       | Recorde pessoal do atleta (Personal best)    | Recorde da Oceania    | Recorde da Oceania (Oceania)          | DSQ / DQ                   | Desclassificado (Disqualified)            |   |                                      |
| Recorde da temporada  | Recorde da temporada do atleta (Season best) | Recorde sul-americano | Recorde sul-americano (South America) | NM                         | Sem marca (No mark)                       |   |                                      |